# MacKenzie Weegar
MacKenzie Weegar (Ottawa, Ontario, 7 de enero de 1994), apodado Weegs o Weegsie, es un jugador profesional canadiense de hockey sobre hielo que se desempeña en la posición de defensor derecho en Calgary Flames, equipo de la National Hockey League (NHL).

## Carrera
Fue seleccionado en la séptima ronda en la NHL Entry Draft de 2013. En 2016 hizo su debut profesional con el equipo Florida Panthers, en el cual jugó seis temporadas (2016-2022), después pasó a Calgary Flames, donde lleva jugando dos temporadas.